# Stadiumi Gjirokastra
Stadiumi Gjirokastra – stadion sportowy w Gjirokastrze, w Albanii. Został otwarty w 1973 roku. Może pomieścić 9000 widzów. Swoje spotkania rozgrywają na nim piłkarze klubu KS Luftëtari.